# Вавречка
Вавречка (словац. Vavrečka) — село, громада округу Наместово, Жилінський край. Кадастрова площа громади — 8.96 км².
Населення 1581 особа (станом на 31 грудня 2018 року).

## Історія
Вавречка згадується 1600 року.

## Географія
Протікає річка Адамка.

## Населення
| Рік:            | 1994. | 2004.    | 2014.    | 2024.    |
| --------------- | ----- | -------- | -------- | -------- |
| Кількість осіб: | 1061  | 1290     | 1434     | 1707     |
| Різниця:        |       | +21,58 % | +11,16 % | +19,03 % |

| Рік:            | 2023. | 2024.   |
| --------------- | ----- | ------- |
| Кількість осіб: | 1696  | 1707    |
| Різниця:        |       | +0,64 % |